# Народна Рада
«Наро́дна Ра́да» — парламентська опозиція у Верховній Раді України в 1990–1994 рр.
Сформувалась із членів Демократичного блоку в українському парламенті у кінці травня 1990 р.
До складу Народної Ради увійшло 125 депутатів. Найбільше представників було від Львівщини — 24, Києва — 17, Івано-Франківщини — 11, Харківщини — 10.
Головою НР обрано І. Юхновського, заступниками — Л. Лук'яненка, Д. Павличка, О. Ємця, В. Філенка, секретарем — Л. Танюка.
У прийнятті політичних рішень протистояла консервативно-комуністичній парламентській більшості т. з. «групи 239» (група «За суверенну Радянську Україну»).
Виступаючи за здобуття Україною економічної і політичної самостійності, НР значною мірою, сприяла ухваленню Декларації про державний суверенітет України (16 липня 1990 р.) та Акту проголошення незалежності України (24 серпня 1991 р.).